# تاکاهاشی سانکیچی
تاکاهاشی سانکیچی (به ژاپنی: 高橋 三吉, Takahashi Sankichi); ۲۴ اوت ۱۸۸۲ – ۱۵ ژوئن ۱۹۶۶) دریابد نیروی دریایی امپراتوری ژاپن بود.